# Калугарени (Ботошани)
Калугарени (рум. Călugăreni) насеље је у Румунији у округу Ботошани у општини Унгурени. Oпштина се налази на надморској висини од 108 m.

## Становништво
Према подацима из 2002. године у насељу је живело 401 становника, од којих су сви румунске националности.